# Liên hệ Planck–Einstein
Liên hệ Planck–Einstein hay còn gọi là liên hệ Einstein, liên hệ năng lượng–tần số của Planck, liên hệ Planck, và phương trình Planck. Đôi khi cũng gọi là 'công thức Planck' nhưng nó thường được hiểu cho định luật Planck Những cách gọi này tuy không phải là dạng chuẩn nhưng chúng đều nhắc tới một công thức trong cơ học lượng tử, phát biểu rằng năng lượng của một photon, E, tỷ lệ với tần số của nó, ν:
{\displaystyle E=h\nu }
Hằng số tỷ lệ, h, được biết đến là hằng số Planck. Có một vài dạng phương trình tương đương của liên hệ này.
Liên hệ tính tới bản chất lượng tử của ánh sáng, và đóng vai trò quan trọng trong sự hiểu biết về các hiện tượng như hiệu ứng quang điện, và định luật Planck của bức xạ vật đen. Xem thêm tiên đề Planck.

## Dạng phổ
Ánh sáng được đặc trưng bằng một vài đại lượng phổ, như tần số ν, bước sóng λ, số sóng {\displaystyle \scriptstyle {\tilde {\nu }}}, và các giá trị góc tương đương (tần số góc ω, bước sóng góc y, và số sóng góc k). Các đại lượng này liên hệ qua công thức
{\displaystyle \nu ={\frac {c}{\lambda }}=c{\tilde {\nu }}={\frac {\omega }{2\pi }}={\frac {2\pi c}{y}}={\frac {ck}{2\pi }},}
do vậy liên hệ Planck-Einstein có những dạng 'tiêu chuẩn' như sau
{\displaystyle E=h\nu ={\frac {hc}{\lambda }}=hc{\tilde {\nu }},}
cũng như dạng 'góc',
{\displaystyle E=\hbar \omega ={\frac {\hbar c}{y}}=\hbar ck.}
Các dạng tiêu chuẩn sử dụng hằng số Planck h. Các dạng góc sử dụng hằng số Planck thu gọn ħ = h/2π. Ở đây c là tốc độ ánh sáng.

## Tư liệu tham khảo
- Cohen-Tannoudji, C., Diu, B., Laloë, F. (1973/1977). Quantum Mechanics, translated from the French by S.R. Hemley, N. Ostrowsky, D. Ostrowsky, second edition, volume 1, Wiley, New York, ISBN 0471164321.
- French, A.P., Taylor, E.F. (1978). An Introduction to Quantum Physics, Van Nostrand Reinhold, London, ISBN 0-442-30770-5.
- Griffiths, D.J. (1995). Introduction to Quantum Mechanics, Prentice Hall, Upper Saddle River NJ, ISBN 0-13-124405-1.
- Landé, A. (1951). Quantum Mechanics, Sir Isaac Pitman & Sons, London.
- Landsberg, P.T. (1978). Thermodynamics and Statistical Mechanics, Oxford University Press, Oxford UK, ISBN 0-19-851142-6.
- Messiah, A. (1958/1961). Quantum Mechanics, volume 1, translated from the French by G.M. Temmer, North-Holland, Amsterdam.
- Schwinger, J. (2001). Quantum Mechanics: Symbolism of Atomic Measurements, edited by B.-G. Englert, Springer, Berlin, ISBN 3-540-41408-8.
- van der Waerden, B.L. (1967). Sources of Quantum Mechanics, edited with a historical introduction by B.L. van der Waerden, North-Holland Publishing, Amsterdam.
- Weinberg, S. (1995). The Quantum Theory of Fields, volume 1, Foundations, Cambridge University Press, Cambridge UK, ISBN 978-0-521-55001-7.
- Weinberg, S. (2013). Lectures on Quantum Mechanics, Cambridge University Press, Cambridge UK, ISBN 978-1-107-02872-2.